# طارمسرا (شبخوسلات)
طارمسرا (بالفارسية: طارمسرا) هي قرية تقع في إيران في قسم شبخوسلات الريفي. يقدر عدد سكانها بـ 37 نسمة بحسب إحصاء 2016.